# Districtul Bab El Oued
Bab El Oued este un district din provincia Alger, Algeria.